# Université de Banha
 (juin 2018).
Si vous disposez d'ouvrages ou d'articles de référence ou si vous connaissez des sites web de qualité traitant du thème abordé ici, merci de compléter l'article en donnant les références utiles à sa vérifiabilité et en les liant à la section « Notes et références ».
L'université de Banha (en anglais : Banha University) est une université publique située à Banha, en Égypte.
Elle est classée par le U.S. News & World Report au 67e rang du classement régional 2016 des universités arabes.

## Historique
Fondée en 1976 et initialement rattachée à l'université de Zagazig, l'université de Banha est devenue indépendante le 1er août 2005.

### Source
- (en) Cet article est partiellement ou en totalité issu de l’article de Wikipédia en anglais intitulé « Banha University » (voir la liste des auteurs).